# Liste der Baudenkmale in Elze
In der Liste der Baudenkmale in Elze sind alle Baudenkmale der niedersächsischen Stadt Elze im Landkreis Hildesheim aufgelistet. Der Stand der Liste ist der 10. August 2020.

## Allgemein
In den Spalten befinden sich folgende Informationen:
- Lage: die Adresse des Baudenkmales und die geographischen Koordinaten. Kartenansicht, um Koordinaten zu setzen. In der Kartenansicht sind Baudenkmale ohne Koordinaten mit einem roten Marker dargestellt und können in der Karte gesetzt werden. Baudenkmale ohne Bild sind mit einem blauen Marker gekennzeichnet, Baudenkmale mit Bild mit einem grünen Marker.
- Bezeichnung: Bezeichnung des Baudenkmales
- Beschreibung: die Beschreibung des Baudenkmales. Unter § 3 Abs. 2 NDSchG werden Einzeldenkmale und unter § 3 Abs. 3 NDSchG Gruppen baulicher Anlagen und deren Bestandteile ausgewiesen.
- ID: die Objekt-ID des Baudenkmales
- Bild: ein Bild des Baudenkmales, ggf. zusätzlich mit einem Link zu weiteren Fotos des Baudenkmals im Medienarchiv Wikimedia Commons. Wenn man auf das Kamerasymbol klickt, können Fotos zu Baudenkmalen aus dieser Liste hochgeladen werden:

## Elze

### Gruppe: Wohnhäuser, Schmiedetorstraße 2
Die Gruppe „Wohnhäuser, Schmiedetorstraße 2“ hat die ID 34456525.

| Lage                                          | Bezeichnung        | Beschreibung | ID       | Bild |
| --------------------------------------------- | ------------------ | ------------ | -------- | ---- |
| Schmiedetorstraße 2 52° 7′ 20″ N, 9° 44′ 7″ O | Wohnhaus           |              | 34503243 |      |
| Schmiedetorstraße 2 52° 7′ 19″ N, 9° 44′ 6″ O | Wirtschaftsgebäude |              | 34503375 |      |
| Schmiedetorstraße 2 52° 7′ 20″ N, 9° 44′ 6″ O | Scheune            |              | 34503309 |      |

### Gruppe: Hofanlage, Hauptstraße 80
Die Gruppe „Hofanlage, Hauptstraße 80“ hat die ID 34456469.

| Lage                                      | Bezeichnung        | Beschreibung | ID       | Bild |
| ----------------------------------------- | ------------------ | ------------ | -------- | ---- |
| Hauptstraße 80 52° 7′ 20″ N, 9° 44′ 10″ O | Wohnhaus           |              | 34502501 |      |
| Hauptstraße 80 52° 7′ 21″ N, 9° 44′ 12″ O | Scheune            |              | 34502633 |      |
| Hauptstraße 80 52° 7′ 20″ N, 9° 44′ 12″ O | Wirtschaftsgebäude |              | 34502567 |      |

### Gruppe: Kirche, Rathaus, Schule, Hauptstraße 59–62
Die Gruppe „Kirche, Rathaus, Schule, Hauptstraße 59-62“ hat die ID 34456454.

| Lage                                      | Bezeichnung | Beschreibung | ID       | Bild           |
| ----------------------------------------- | ----------- | --- | -------- | -------------- |
| Hauptstraße 60 52° 7′ 8″ N, 9° 44′ 13″ O  | Kirche      | Die heutige Kirche wurde nach einem Stadtbrand von 1744 bis 1749 erbaut. Von 1826 bis 1827 wurde die Kirche nach Plänen des Landesbaumeisters E. Wellenkamp erneuert. Im Inneren befindet sich eine U-förmige Empore, diese ist im Westen doppelstöckig. | 34502277 | Weitere Bilder |
| Hauptstraße 60 52° 7′ 7″ N, 9° 44′ 14″ O  | Kirchhof    | Auf dem Kirchhof befinden sich ein Kriegerdenkmal und ein Luther-Denkmal. | 34502299 |                |
| Hauptstraße 59 52° 7′ 7″ N, 9° 44′ 11″ O  | Apotheke    | | 34502255 |                |
| Hauptstraße 61 52° 7′ 9″ N, 9° 44′ 11″ O  | Rathaus     | | 34502367 |                |
| Hauptstraße 62 52° 7′ 10″ N, 9° 44′ 13″ O | Schule      | | 34502389 |                |

### Gruppe: Denkmalanlage, Bahnhofstraße
Die Gruppe „Denkmalanlage, Bahnhofstraße“ hat die ID 34456225.

| Lage                                     | Bezeichnung   | Beschreibung                                                                 | ID       | Bild           |
| ---------------------------------------- | ------------- | ---------------------------------------------------------------------------- | -------- | -------------- |
| Bahnhofstraße 52° 7′ 10″ N, 9° 44′ 15″ O | Rolanddenkmal | Das Denkmal ist für die Gefallenen des Zweiten Weltkrieges errichtet worden. | 34502765 | Weitere Bilder |

### Gruppe: Wassermühle, Mühlenstraße 14
Die Gruppe „Wassermühle, Mühlenstraße 14“ hat die ID 34456511.

| Lage                                       | Bezeichnung | Beschreibung | ID       | Bild |
| ------------------------------------------ | ----------- | ------------ | -------- | ---- |
| Mühlenstraße 14 52° 7′ 16″ N, 9° 44′ 23″ O | Untermühle  |              | 34502901 |      |

### Gruppe: Brücke, Damm, Allee, Flußlauf, Bahnhofstraße
Die Gruppe „Brücke, Damm, Allee, Flußlauf, Bahnhofstraße“ hat die ID 34456211.

| Lage                                       | Bezeichnung | Beschreibung                                                                                  | ID       | Bild |
| ------------------------------------------ | ----------- | --------------------------------------------------------------------------------------------- | -------- | ---- |
| Mühlenstraße 14 52° 7′ 10″ N, 9° 44′ 25″ O | Bachlauf    | Es ist die Saale.                                                                             | 34501435 |      |
| Mühlenstraße 14 52° 7′ 16″ N, 9° 44′ 23″ O | Wehranlage  |                                                                                               |          |      |
| Bahnhofstraße 52° 7′ 10″ N, 9° 44′ 25″ O   | Damm        |                                                                                               | 34501390 |      |
| Bahnhofstraße 52° 7′ 13″ N, 9° 44′ 24″ O   | Allee       | die Allee entlang der Saale von der Flutstraße im Süden bis zur Bürgermeisterbrücke im Norden | 34501413 |      |

### Gruppe: Parkanlage, Stadtpark
Die Gruppe „Parkanlage, Stadtpark“ hat die ID 34456583.

| Lage                                    | Bezeichnung | Beschreibung             | ID       | Bild |
| --------------------------------------- | ----------- | ------------------------ | -------- | ---- |
| Am Stadtpark 52° 7′ 17″ N, 9° 44′ 30″ O | Stadtpark   |                          | 34503127 |      |
| Am Stadtpark 52° 7′ 17″ N, 9° 44′ 29″ O | Denkmal     | das Louis-Krüger-Denkmal | 34503149 |      |

### Gruppe: Amtsgericht, Bahnhofstraße 26
Die Gruppe „Amtsgericht, Bahnhofstraße 26“ hat die ID 44733082.

| Lage                                        | Bezeichnung        | Beschreibung | ID       | Bild |
| ------------------------------------------- | ------------------ | ------------ | -------- | ---- |
| Bahnhofstraße 26 52° 7′ 12″ N, 9° 44′ 27″ O | Amtsgericht        |              | 34499540 |      |
| Bahnhofstraße 26 52° 7′ 11″ N, 9° 44′ 28″ O | Mauer              |              | 44733150 |      |
| Bahnhofstraße 26 52° 7′ 11″ N, 9° 44′ 26″ O | Wirtschaftsgebäude |              | 44733121 |      |

### Gruppe: Wohnhäuser, Bahnhofstr. 42, 44, 46
Die Gruppe „Wohnhäuser, Bahnhofstr. 42, 44, 46“ hat die ID 34456253.

| Lage                                        | Bezeichnung | Beschreibung | ID | Bild |
| ------------------------------------------- | ----------- | ------------ | -- | ---- |
| Bahnhofstraße 42 52° 7′ 12″ N, 9° 44′ 36″ O | Wohnhaus    |              |    |      |
| Bahnhofstraße 44 52° 7′ 12″ N, 9° 44′ 37″ O | Wohnhaus    |              |    |      |
| Bahnhofstraße 46 52° 7′ 12″ N, 9° 44′ 38″ O | Wohnhaus    |              |    |      |

### Gruppe: Wohnhäuser, Bahnhofstr. 57, 59
Die Gruppe „Wohnhäuser, Bahnhofstr. 57, 59“ hat die ID 34456239.

| Lage                                        | Bezeichnung | Beschreibung | ID | Bild |
| ------------------------------------------- | ----------- | ------------ | -- | ---- |
| Bahnhofstraße 57 52° 7′ 13″ N, 9° 44′ 36″ O | Wohnhaus    |              |    |      |
| Bahnhofstraße 59 52° 7′ 13″ N, 9° 44′ 37″ O | Wohnhaus    |              |    |      |

### Gruppe: Bahnhofsanlage, Bahnhofstraße 70
Die Gruppe „Bahnhofsanlage, Bahnhofstraße 70“ hat die ID 34456267.

| Lage                                        | Bezeichnung          | Beschreibung | ID       | Bild           |
| ------------------------------------------- | -------------------- | ------------ | -------- | -------------- |
| Bahnhofstraße 64 52° 7′ 11″ N, 9° 44′ 44″ O | Wasserturm           |              | 34505276 | Weitere Bilder |
| Bahnhofstraße 64 52° 7′ 10″ N, 9° 44′ 44″ O | Wohnhaus             |              | 34505254 | Weitere Bilder |
| Bahnhofstraße 70 52° 7′ 13″ N, 9° 44′ 47″ O | Empfangsgebäude      |              | 34505369 | Weitere Bilder |
| Bahnhofstraße 70 52° 7′ 9″ N, 9° 44′ 43″ O  | Güterhalle           |              | 34505346 | Weitere Bilder |
| Bahnhofstraße 70 52° 7′ 13″ N, 9° 44′ 48″ O | Bahnsteigüberdachung |              | 34505414 | Weitere Bilder |

### Gruppe: Brücke, Wehranlage, Josef-Graaff-Straße
Die Gruppe „Brücke, Wehranlage, Josef-Graaff-Straße“ hat die ID 34456483.

| Lage                                           | Bezeichnung | Beschreibung | ID       | Bild |
| ---------------------------------------------- | ----------- | ------------ | -------- | ---- |
| Josef-Graaff-Straße 52° 6′ 59″ N, 9° 44′ 30″ O | Teich       |              | 34502833 |      |
| 52° 6′ 59″ N, 9° 44′ 30″ O                     | Wehranlage  |              | 34502810 |      |
| 52° 6′ 59″ N, 9° 44′ 31″ O                     | Brücke      |              | 34502810 |      |

### Gruppe: Wohnhäuser, Dammstraße 2, 4, 5, 3
Die Gruppe „Wohnhäuser, Dammstraße 2, 4, 5, 3“ hat die ID 34456295.

| Lage                                   | Bezeichnung | Beschreibung | ID       | Bild |
| -------------------------------------- | ----------- | ------------ | -------- | ---- |
| Dammstraße 2 52° 7′ 9″ N, 9° 44′ 31″ O | Wohnhaus    |              | 34505437 |      |
| Dammstraße 3 52° 7′ 9″ N, 9° 44′ 30″ O | Wohnhaus    |              | 34505459 |      |
| Dammstraße 4 52° 7′ 9″ N, 9° 44′ 29″ O | Wohnhaus    |              | 34505481 |      |
| Dammstraße 5 52° 7′ 9″ N, 9° 44′ 28″ O | Wohnhaus    |              | 34505503 |      |

### Gruppe: Wohnhaus, Enge Straße 2
Die Gruppe „Wohnhaus, Enge Straße 2“ hat die ID 34456311.

| Lage                                     | Bezeichnung | Beschreibung | ID       | Bild |
| ---------------------------------------- | ----------- | ------------ | -------- | ---- |
| Enge Straße 2 52° 6′ 59″ N, 9° 44′ 23″ O | Wohnhaus    |              | 34505525 |      |
| Enge Straße 2 52° 7′ 0″ N, 9° 44′ 23″ O  | Kellerhaus  |              | 34505661 |      |

### Gruppe: Hofanlage, Hauptstraße 45
Die Gruppe „Hofanlage, Hauptstraße 45“ hat die ID 34456426.

| Lage                                      | Bezeichnung        | Beschreibung | ID       | Bild |
| ----------------------------------------- | ------------------ | ------------ | -------- | ---- |
| Hauptstraße 45 52° 6′ 59″ N, 9° 44′ 17″ O | Wohnhaus           |              | 34502545 |      |
| Hauptstraße 45 52° 6′ 58″ N, 9° 44′ 18″ O | Wirtschaftsgebäude |              | 34502611 |      |

### Gruppe: Wohnhäuser,Hauptstraße 41, 42
Die Gruppe „Wohnhäuser,Hauptstraße 41, 42“ hat die ID 34456412.

| Lage                                     | Bezeichnung | Beschreibung | ID       | Bild |
| ---------------------------------------- | ----------- | ------------ | -------- | ---- |
| Hauptstraße 41 52° 7′ 0″ N, 9° 44′ 14″ O | Wohnhaus    |              | 34502123 |      |
| Hauptstraße 42 52° 7′ 0″ N, 9° 44′ 14″ O | Wohnhaus    |              | 34502145 |      |

### Gruppe: Biel's Gasthaus
Die Gruppe „Biel's Gasthaus“ hat die ID 50262041.

| Lage                                      | Bezeichnung | Beschreibung | ID       | Bild |
| ----------------------------------------- | ----------- | ------------ | -------- | ---- |
| Hauptstraße 43 52° 6′ 59″ N, 9° 44′ 14″ O | Wohnhaus    |              | 34502523 |      |
| Hauptstraße 43 52° 6′ 59″ N, 9° 44′ 14″ O | Wohnhaus    |              | 50262681 |      |
| Hauptstraße 43 52° 6′ 59″ N, 9° 44′ 14″ O | Saalbau     |              | 34502589 |      |
| Hauptstraße 43 52° 6′ 59″ N, 9° 44′ 13″ O | Kemenate    |              | 50262846 |      |
| Hauptstraße 43 52° 6′ 59″ N, 9° 44′ 13″ O | Remise      |              | 50262919 |      |
| Hauptstraße 43 52° 6′ 59″ N, 9° 44′ 14″ O | Remise      |              | 34502655 |      |

### Gruppe: Wohnhäuser,Hauptstraße 33
Die Gruppe „Wohnhäuser,Hauptstraße 33“ hat die ID 34456398.

| Lage                                     | Bezeichnung              | Beschreibung | ID       | Bild |
| ---------------------------------------- | ------------------------ | ------------ | -------- | ---- |
| Hauptstraße 33 52° 7′ 3″ N, 9° 44′ 13″ O | Wohnhaus                 |              | 34502079 |      |
| Hauptstraße 34 52° 7′ 3″ N, 9° 44′ 13″ O | Wohn-/Wirtschaftsgebäude |              | 34502101 |      |

### Gruppe: Gutsanlage, Flutstraße 14
Die Gruppe „Gutsanlage, Flutstraße 14“ hat die ID 34456326.

| Lage                                     | Bezeichnung | Beschreibung | ID       | Bild |
| ---------------------------------------- | ----------- | ------------ | -------- | ---- |
| Hauptstraße 53 52° 7′ 4″ N, 9° 44′ 14″ O | Wohnhaus    |              | 34505639 |      |
| Flutstraße 14 52° 7′ 4″ N, 9° 44′ 17″ O  | Wohnhaus    |              | 34505548 |      |
| Flutstraße 14 52° 7′ 6″ N, 9° 44′ 17″ O  | Park        |              | 34505594 |      |
| Flutstraße 14 52° 7′ 5″ N, 9° 44′ 21″ O  | Scheune     |              | 34505571 |      |
| Flutstraße 15 52° 7′ 4″ N, 9° 44′ 16″ O  | Wohnhaus    |              | 34505617 |      |

### Gruppe: Wohn- und Geschäftshaus, Hauptstraße 55, 56
Die Gruppe „Wohn- und Geschäftshaus, Hauptstraße 55, 56“ hat die ID 34456440.

| Lage                                     | Bezeichnung        | Beschreibung | ID       | Bild |
| ---------------------------------------- | ------------------ | ------------ | -------- | ---- |
| Hauptstraße 55 52° 7′ 5″ N, 9° 44′ 13″ O | Wohn-Geschäftshaus |              | 34502211 |      |
| Hauptstraße 56 52° 7′ 5″ N, 9° 44′ 13″ O | Wohnhaus           |              | 34502233 |      |

### Gruppe: Ehemaliger Posthof
Die Gruppe „Ehemaliger Posthof“ hat die ID 34456384.

| Lage                                     | Bezeichnung               | Beschreibung | ID       | Bild |
| ---------------------------------------- | ------------------------- | ------------ | -------- | ---- |
| Hauptstraße 22 52° 7′ 8″ N, 9° 44′ 9″ O  | Gutshof Rittergut Posthof |              | 34502057 |      |
| Hauptstraße 22 52° 7′ 8″ N, 9° 44′ 7″ O  | Stallgebäude              |              | 44821290 | BW   |
| Hauptstraße 22 52° 7′ 8″ N, 9° 44′ 4″ O  | Scheune                   |              | 44821318 | BW   |
| Brandstraße 4 52° 7′ 7″ N, 9° 44′ 7″ O   | Stallgebäude              |              | 44821387 |      |
| Hauptstraße 22 52° 7′ 8″ N, 9° 44′ 10″ O | Einfriedungsmauer         |              | 44821416 |      |

### Gruppe: Wohn- und Geschäftshaus, Hauptstraße 18–21
Die Gruppe „Wohn- und Geschäftshaus, Hauptstraße 18-21“ hat die ID 34456384.

| Lage                                    | Bezeichnung         | Beschreibung | ID       | Bild |
| --------------------------------------- | ------------------- | ------------ | -------- | ---- |
| Hauptstraße 18 52° 7′ 9″ N, 9° 44′ 9″ O | Wohn-/Geschäftshaus |              | 34501969 |      |
| Hauptstraße 19 52° 7′ 9″ N, 9° 44′ 9″ O | Wohnhaus            |              | 34501991 |      |
| Hauptstraße 19 52° 7′ 9″ N, 9° 44′ 8″ O | Schmiede            |              | 41867586 | BW   |
| Hauptstraße 19 52° 7′ 9″ N, 9° 44′ 7″ O | Scheune             |              | 41867717 | BW   |
| Hauptstraße 20 52° 7′ 9″ N, 9° 44′ 9″ O | Wohn-/Geschäftshaus |              | 34502013 |      |
| Hauptstraße 21 52° 7′ 8″ N, 9° 44′ 9″ O | Wohn-/Geschäftshaus |              | 34502035 |      |
| Hauptstraße 21 52° 7′ 8″ N, 9° 44′ 8″ O | Stall               |              | 41867901 | BW   |

### Gruppe: Hofanlage, Schuhstraße 9
Die Gruppe „Hofanlage, Schuhstraße 9“ hat die ID 34456554.

| Lage                                     | Bezeichnung  | Beschreibung | ID       | Bild |
| ---------------------------------------- | ------------ | ------------ | -------- | ---- |
| Schuhstraße 9 52° 7′ 14″ N, 9° 44′ 13″ O | Wohnhaus     |              | 34503265 |      |
| Schuhstraße 9 52° 7′ 15″ N, 9° 44′ 13″ O | Nebengebäude |              | 34503331 |      |

### Gruppe: Friedhof, Sehlder Straße
Die Gruppe „Friedhof, Sehlder Straße“ hat die ID 34456568.

| Lage                                     | Bezeichnung    | Beschreibung                                   | ID       | Bild |
| ---------------------------------------- | -------------- | ---------------------------------------------- | -------- | ---- |
| Sehlder Straße 52° 6′ 55″ N, 9° 44′ 4″ O | Friedhof       | Die Kapelle wurde 1928 erbaut, 1958 renoviert. | 34503083 |      |
| Sehlder Straße 52° 6′ 53″ N, 9° 44′ 6″ O | Kriegerdenkmal |                                                | 34503105 |      |
| Sehlder Straße 52° 6′ 56″ N, 9° 44′ 5″ O | Mausoleum      | Mausoleum Gramann                              | 34503217 |      |

### Gruppe: Kreuzsteine, Bundesstraße 1
Die Gruppe „Kreuzsteine, Bundesstraße 1“ hat die ID 34456281.

| Lage                                     | Bezeichnung | Beschreibung | ID       | Bild |
| ---------------------------------------- | ----------- | ------------ | -------- | ---- |
| B 1, km 15,959 52° 8′ 1″ N, 9° 44′ 56″ O | Kreuzstein  |              | 34501049 |      |
| B 1, km 15,955 52° 8′ 2″ N, 9° 44′ 56″ O | Kreuzstein  |              | 34501458 |      |

### Einzeldenkmale
| Lage                                            | Bezeichnung                        | Beschreibung | ID       | Bild |
| ----------------------------------------------- | ---------------------------------- | --- | -------- | ---- |
| Bahnhofstraße 18 52° 7′ 11″ N, 9° 44′ 22″ O     | Wohnhaus                           | | 34499500 |      |
| Bahnhofstraße 25 52° 7′ 12″ N, 9° 44′ 22″ O     | Wohnhaus                           | | 34499520 |      |
| Bahnhofstraße 29/31 52° 7′ 12″ N, 9° 44′ 25″ O  | Bank                               | | 34499560 |      |
| Bahnhofstraße 33 52° 7′ 12″ N, 9° 44′ 26″ O     | Wohnhaus ehem Druckerei Wagenbreth | | 34499580 |      |
| Bahnhofstraße 41 52° 7′ 12″ N, 9° 44′ 28″ O     | Wohnhaus                           | | 34499600 |      |
| Bahnhofstraße 63 52° 7′ 13″ N, 9° 44′ 40″ O     | Wohnhaus                           | | 34499620 |      |
| B 1, km 15,917 52° 8′ 3″ N, 9° 44′ 56″ O        | Meilenstein                        | | 34499640 |      |
| Hauptstraße 23 52° 7′ 7″ N, 9° 44′ 10″ O        | Wohn-/Geschäftshaus                | | 34499725 |      |
| Hauptstraße 24 52° 7′ 6″ N, 9° 44′ 10″ O        | Wohn-/Geschäftshaus                | | 34499745 |      |
| Hauptstraße 28 52° 7′ 4″ N, 9° 44′ 11″ O        | Wohnhaus                           | | 34499766 |      |
| Hauptstraße 29 52° 7′ 4″ N, 9° 44′ 12″ O        | Wohnhaus                           | | 34499786 |      |
| Hauptstraße 37 52° 7′ 1″ N, 9° 44′ 14″ O        | Wohnhaus                           | | 34499807 |      |
| Hauptstraße 39 52° 7′ 1″ N, 9° 44′ 14″ O        | Wohnhaus                           | | 34499827 |      |
| Hauptstraße 46 52° 6′ 59″ N, 9° 44′ 16″ O       | Wohn-/Geschäftshaus                | | 34499847 |      |
| Hauptstraße 76 52° 7′ 18″ N, 9° 44′ 10″ O       | Wohn-/Geschäftshaus                | | 34499867 |      |
| Heilswannenweg 52° 7′ 3″ N, 9° 43′ 53″ O        | Friedhof                           | Jüdischer Friedhof                                                                                                 | 34501116 |      |
| Königsberger Straße 5 52° 7′ 13″ N, 9° 44′ 2″ O | Scheune                            | | 34499929 |      |
| Königsberger Straße 5 52° 7′ 13″ N, 9° 44′ 4″ O | Einfriedung                        | | 34501300 |      |
| Mühlenstraße 17 52° 7′ 17″ N, 9° 44′ 19″ O      | Wohnhaus                           | Umbauten 1968 | 34499972 |      |
| Osterstraße 14 52° 7′ 17″ N, 9° 44′ 17″ O       | Wohnhaus                           | | 34499992 |      |
| Papendahl 52° 7′ 38″ N, 9° 44′ 3″ O             | Gedenkstein                        | „Der Hölscher Stein“ erinnert an den Brandstifter Johan Joachim Hölscher, der an dieser Stelle hingerichtet wurde. | 34500012 |      |
| Diekopfsplatz 52° 7′ 20″ N, 9° 44′ 9″ O         | Brunnen                            | | 34499661 | BW   |
| Schmiedetorstraße 1 52° 7′ 19″ N, 9° 44′ 7″ O   | Wohnhaus                           | | 34502433 |      |
| Schmiedetorstraße 7 52° 7′ 18″ N, 9° 44′ 4″ O   | Wohnhaus                           | | 34500032 |      |
| Schmiedetorstraße 13 52° 7′ 17″ N, 9° 44′ 2″ O  | Hofeinfahrt Scheune                | im Hofbereich Natursteinpflaster                                                                                   |          | BW   |
| Schmiedetorstraße 23 52° 7′ 17″ N, 9° 43′ 58″ O | Wohnhaus                           | | 34500052 |      |
| Schmiedetorstraße 24 52° 7′ 19″ N, 9° 43′ 56″ O | Kirche St. Petrus                  | | 34500072 |      |
| Schmiedetorstraße 32 52° 7′ 17″ N, 9° 43′ 50″ O | Tankstelle                         | | 34500093 |      |
| Schuhstraße 1/1a 52° 7′ 13″ N, 9° 44′ 14″ O     | Wohnhaus,                          | ehem. Rittergut III                                                                                                | 34500113 |      |
| Schuhstraße 2 52° 7′ 13″ N, 9° 44′ 16″ O        | Wohnhaus                           | | 34500134 |      |
| Sedanstraße 14 52° 7′ 9″ N, 9° 44′ 1″ O         | Gemeindehaus                       | erbaut 1913 | 34500154 |      |
| Wallstraße 10 52° 7′ 19″ N, 9° 44′ 17″ O        | Wohnhaus                           | | 34500175 |      |
| Wallstraße 13 52° 7′ 19″ N, 9° 44′ 14″ O        | Wohnhaus                           | | 34500195 |      |

## Esbeck

### Gruppe: Kirche, Pfarrhaus und Wohnhaus, Geseniusstraße
Die Gruppe „Kirche, Pfarrhaus und Wohnhaus, Geseniusstraße“ hat die ID 34456626.

| Lage                                         | Bezeichnung       | Beschreibung | ID       | Bild |
| -------------------------------------------- | ----------------- | ------------ | -------- | ---- |
| Geseniusstraße 52° 4′ 58″ N, 9° 40′ 51″ O    | Kirche St. Gallus |              | 34503551 | BW   |
| Geseniusstraße 24 52° 4′ 59″ N, 9° 40′ 49″ O | Pfarrhof          |              | 34503574 | BW   |
| Kirchstraße 6 52° 4′ 58″ N, 9° 40′ 52″ O     | Wohnhaus          |              | 34503596 | BW   |

### Gruppe: Hofanlage, Geseniusstraße 5
Die Gruppe „Hofanlage, Geseniusstraße 5“ hat die ID 34456612.

| Lage                                        | Bezeichnung        | Beschreibung | ID       | Bild |
| ------------------------------------------- | ------------------ | ------------ | -------- | ---- |
| Geseniusstraße 5 52° 4′ 51″ N, 9° 40′ 49″ O | Wohnhaus           |              | 34503287 | BW   |
| Geseniusstraße 5 52° 4′ 51″ N, 9° 40′ 47″ O | Wirtschaftsgebäude |              | 34503353 | BW   |

### Einzeldenkmale
| Lage                                        | Bezeichnung                     | Beschreibung                           | ID       | Bild |
| ------------------------------------------- | ------------------------------- | -------------------------------------- | -------- | ---- |
| L 482, km 2,990 52° 4′ 49″ N, 9° 40′ 53″ O  | Brücke                          | Brücke über den Wasserlauf Heinserbach | 34500279 | BW   |
| Geseniusstraße 52° 5′ 9″ N, 9° 40′ 59″ O    | Am Friedhof das Denkmal 1914/18 |                                        | 34500218 | BW   |
| Geseniusstraße 21 52° 5′ 1″ N, 9° 40′ 49″ O | Wohnhaus                        |                                        | 34500239 | BW   |
| Sonnenberg 52° 4′ 43″ N, 9° 41′ 53″ O       | Gedenkstein                     | 1813-1913(Völkerschlacht)              | 34500259 | BW   |

## Mehle

### Gruppe: Kirche mit Friedhof, Alte Poststraße 26
Die Gruppe „Kirche mit Friedhof, Alte Poststraße 26“ hat die ID 34456655.

| Lage                                          | Bezeichnung | Beschreibung                                      | ID       | Bild |
| --------------------------------------------- | ----------- | ------------------------------------------------- | -------- | ---- |
| Alte Poststraße 26 52° 6′ 56″ N, 9° 41′ 42″ O | Kirche      |                                                   | 34503641 |      |
| Alte Poststraße 26 52° 6′ 55″ N, 9° 41′ 42″ O | Kirchhof    | Auf dem Kirchhof befindet sich ein Kriegerdenkmal | 34503664 | BW   |

### Gruppe: Villa, Alfelder Straße 4
Die Gruppe „Villa, Alfelder Straße 4“ hat die ID 344566405.

| Lage                                         | Bezeichnung | Beschreibung | ID       | Bild |
| -------------------------------------------- | ----------- | ------------ | -------- | ---- |
| Alfelder Straße 4 52° 6′ 45″ N, 9° 41′ 35″ O | Villa       |              | 34503618 | BW   |
| Alfelder Straße 4 52° 6′ 46″ N, 9° 41′ 35″ O | Park        |              | 34503997 | BW   |
| Alfelder Straße 4 52° 6′ 45″ N, 9° 41′ 36″ O | Einfriedung |              | 34504066 | BW   |

### Gruppe: Alte Poststraße 34, Mehle
Die Gruppe „Alte Poststraße 34, Mehle“ hat die ID 34456669.

| Lage                                          | Bezeichnung  | Beschreibung | ID       | Bild |
| --------------------------------------------- | ------------ | ------------ | -------- | ---- |
| Alte Poststraße 34 52° 6′ 54″ N, 9° 41′ 36″ O | Wohnhaus     |              | 34503708 | BW   |
| Alte Poststraße 34 52° 6′ 54″ N, 9° 41′ 37″ O | Nebengebäude |              | 34503972 | BW   |
| Alte Poststraße 34 52° 6′ 53″ N, 9° 41′ 37″ O | Scheune      |              | 34503943 | BW   |

### Gruppe: Hofanlage, Wiedfeldstraße 10
Die Gruppe „Hofanlage, Wiedfeldstraße 10“ hat die ID 34456687.

| Lage                                         | Bezeichnung | Beschreibung | ID       | Bild |
| -------------------------------------------- | ----------- | ------------ | -------- | ---- |
| Wiedfeldstraße 10 52° 6′ 56″ N, 9° 41′ 34″ O | Hofanlage   |              | 34503740 | BW   |
| Wiedfeldstraße 10 52° 6′ 55″ N, 9° 41′ 32″ O | Einfriedung |              | 34504020 | BW   |
| Wiedfeldstraße 10 52° 6′ 55″ N, 9° 41′ 34″ O | Baumbestand |              | 34504089 | BW   |

### Gruppe: Hofanlage, Wiedfeldstraße 24
Die Gruppe „Hofanlage, Wiedfeldstraße 24“ hat die ID 34456701.

| Lage                                         | Bezeichnung        | Beschreibung | ID       | Bild |
| -------------------------------------------- | ------------------ | ------------ | -------- | ---- |
| Wiedfeldstraße 24 52° 6′ 55″ N, 9° 41′ 33″ O | Wohnhaus           |              | 34504134 | BW   |
| Wiedfeldstraße 24 52° 6′ 56″ N, 9° 41′ 27″ O | Wirtschaftsgebäude |              | 34504200 | BW   |

### Kirche, Pfarrhaus, Wiedfeldstraße 48
Die Gruppe „Kirche, Pfarrhaus, Wiedfeldstraße 48“ hat die ID 34456729.

| Lage                                         | Bezeichnung         | Beschreibung | ID       | Bild           |
| -------------------------------------------- | ------------------- | ------------ | -------- | -------------- |
| Wiedfeldstraße 48 52° 6′ 55″ N, 9° 41′ 15″ O | Kirche Marienkirche |              | 34503831 | Weitere Bilder |
| Wiedfeldstraße 48 52° 6′ 56″ N, 9° 41′ 16″ O | Kirchhof            |              | 34503876 | BW             |
| Wiedfeldstraße 48 52° 6′ 54″ N, 9° 41′ 14″ O | Pfarrhaus           |              | 34503854 | BW             |

### Einzeldenkmale
| Lage                                          | Bezeichnung                  | Beschreibung | ID       | Bild |
| --------------------------------------------- | ---------------------------- | ------------ | -------- | ---- |
| Alte Poststraße 52° 6′ 56″ N, 9° 41′ 57″ O    | Brücke                       |              | 34500306 | BW   |
| Alte Poststraße 2 52° 6′ 58″ N, 9° 42′ 0″ O   | Wohn-/Wirtschaftsgebäude     |              | 34500327 | BW   |
| Alte Poststraße 17 52° 6′ 55″ N, 9° 41′ 57″ O | Wohnhaus                     |              | 34500369 | BW   |
| Alte Poststraße 32 52° 6′ 54″ N, 9° 41′ 39″ O | Kriegerdenkmal               | 1870/1871    | 34500389 |      |
| Bruchstraße 52° 7′ 1″ N, 9° 41′ 33″ O         | Brücke                       |              | 34500429 | BW   |
| Sennhütte 52° 7′ 51″ N, 9° 37′ 42″ O          | Grenzstein dreieckiger Stein |              |          | BW   |
| Urbanusstraße 52° 6′ 59″ N, 9° 41′ 43″ O      | Brücke                       |              | 34500450 | BW   |
| Wiedfeldstraße 14 52° 6′ 55″ N, 9° 41′ 31″ O  | Wohnhaus                     |              | 34500471 | BW   |
| Wiedfeldstraße 19 52° 6′ 55″ N, 9° 41′ 26″ O  | Wohnhaus                     |              | 34500511 | BW   |
| Wiedfeldstraße 39 52° 6′ 55″ N, 9° 41′ 18″ O  | Wohnhaus                     |              | 34500531 | BW   |

## Sehlde

### Gruppe: Hofanlage, Wellbornstraße 15
Die Gruppe „Hofanlage, Wellbornstraße 15“ hat die ID 34456816.

| Lage                                         | Bezeichnung | Beschreibung | ID       | Bild |
| -------------------------------------------- | ----------- | ------------ | -------- | ---- |
| Wellbornstraße 15 52° 5′ 51″ N, 9° 41′ 49″ O | Scheune     |              | 34504865 | BW   |
| Wellbornstraße 15 52° 5′ 50″ N, 9° 41′ 49″ O | Scheune     |              | 34504840 | BW   |
| Wellbornstraße 15 52° 5′ 49″ N, 9° 41′ 48″ O | Wohnhaus    |              | 34504563 | BW   |
| Wellbornstraße 15 52° 5′ 50″ N, 9° 41′ 46″ O | Stall       |              | 34504890 | BW   |

### Gruppe: Gutsanlage, Wellborstraße 13
Die Gruppe „Gutsanlage, Wellborstraße 13“ hat die ID 34456802.

| Lage                                         | Bezeichnung                    | Beschreibung | ID       | Bild |
| -------------------------------------------- | ------------------------------ | ------------ | -------- | ---- |
| Wellbornstraße 13 52° 5′ 51″ N, 9° 41′ 52″ O | Hofanlage Edelhof Rittergut II |              |          |      |
| Wellbornstraße 13 52° 5′ 51″ N, 9° 41′ 54″ O | Einfriedung                    |              | 47372928 | BW   |
| Wellbornstraße 13 52° 5′ 50″ N, 9° 41′ 52″ O | Wohnhaus                       |              | 34504986 | BW   |
| Wellbornstraße 13 52° 5′ 50″ N, 9° 41′ 52″ O | Keller                         |              | 47372368 | BW   |
| Wellbornstraße 13 52° 5′ 51″ N, 9° 41′ 51″ O | Brunnen                        |              | 47372522 | BW   |

### Gruppe: Kirche, ehemalige Schule, Eimer Straße
Die Gruppe „Kirche, ehemalige Schule, Eimer Straße“ hat die ID 34456772.

| Lage                                         | Bezeichnung            | Beschreibung | ID       | Bild |
| -------------------------------------------- | ---------------------- | --- | -------- | ---- |
| Eimer Straße 52° 5′ 49″ N, 9° 41′ 45″ O      | Friedhof               | | 34504473 |      |
| Eimer Straße 52° 5′ 50″ N, 9° 41′ 45″ O      | Kirche                 | Die Kirche wurde um 1300 erbaut, 1770 wurde sie aber umfangreich umgebaut. Es ist ein verputzter Backsteinbau mit einem Westturm. Im Inneren befindet sich ein Kanzelaltar aus dem Jahr 1820. Der Taufstein ist aus dem Jahr 1620. | 34504450 |      |
| Eimer Straße 52° 5′ 49″ N, 9° 41′ 46″ O      | Kriegerdenkmal 1914/18 | | 34500551 |      |
| Wellbornstraße 19 52° 5′ 49″ N, 9° 41′ 44″ O | Schule                 | | 34504591 | BW   |

### Gruppe: Hofanlage, Alte Straße 1
Die Gruppe „Hofanlage, Alte Straße 1“ hat die ID 34456744.

| Lage                                     | Bezeichnung | Beschreibung | ID       | Bild |
| ---------------------------------------- | ----------- | ------------ | -------- | ---- |
| Alte Straße 1 52° 5′ 47″ N, 9° 41′ 43″ O | Wohnhaus    |              | 34504112 | BW   |
| Alte Straße 1 52° 5′ 46″ N, 9° 41′ 44″ O | Stallanbau  |              | 34504178 | BW   |
| Alte Straße 1 52° 5′ 46″ N, 9° 41′ 42″ O | Scheune     |              | 34504244 | BW   |

### Gruppe: Hofanlage, Alte Straße 3
Die Gruppe „Hofanlage, Alte Straße 3“ hat die ID 34456758.

| Lage                                     | Bezeichnung | Beschreibung | ID       | Bild |
| ---------------------------------------- | ----------- | ------------ | -------- | ---- |
| Alte Straße 3 52° 5′ 46″ N, 9° 41′ 38″ O | Wohnhaus    |              | 34504156 | BW   |
| Alte Straße 3 52° 5′ 46″ N, 9° 41′ 39″ O | Backhaus    |              | 34504222 | BW   |

### Einzeldenkmale
| Lage                                         | Bezeichnung               | Beschreibung | ID       | Bild |
| -------------------------------------------- | ------------------------- | ------------ | -------- | ---- |
| Eimer Straße 3 52° 5′ 47″ N, 9° 41′ 46″ O    | Wohnhaus                  |              | 34500572 | BW   |
| Wellbornstraße 18 52° 5′ 52″ N, 9° 41′ 49″ O | Wohnhaus                  |              | 34500634 | BW   |
| Wellbornstraße 27 52° 5′ 48″ N, 9° 41′ 38″ O | Wohnhaus                  |              | 34500654 | BW   |
| Wellbornstraße 27 52° 5′ 49″ N, 9° 41′ 37″ O | Einfriedung               |              | 34501258 | BW   |
| Wellbornstraße 29 52° 5′ 48″ N, 9° 41′ 36″ O | Wohnhaus                  |              | 34500675 | BW   |
| Wellbornstraße 34 52° 5′ 49″ N, 9° 41′ 37″ O | Grabstein an der Einfahrt |              | 34500695 | BW   |

## Sorsum

### Einzeldenkmale
| Lage                                              | Bezeichnung              | Beschreibung                               | ID       | Bild |
| ------------------------------------------------- | ------------------------ | ------------------------------------------ | -------- | ---- |
| An der Beeke 52° 8′ 18″ N, 9° 43′ 23″ O           | Kapelle                  |                                            | 34500736 |      |
| Wittenburger Straße 28 52° 8′ 20″ N, 9° 43′ 18″ O | Wohn-/Wirtschaftsgebäude | Hier befindet sich heute ein Kindergarten. | 34500757 |      |

## Wittenburg

### Gruppe: Klosterkirche, Kreuzkamp
Die Gruppe „Klosterkirche, Kreuzkamp“ hat die ID 34456844.

| Lage                                  | Bezeichnung   | Beschreibung | ID       | Bild           |
| ------------------------------------- | ------------- | ------------ | -------- | -------------- |
| Kreutzkamp 52° 8′ 30″ N, 9° 42′ 22″ O | Klosterkirche |              | 34504681 | Weitere Bilder |
| Kreutzkamp 52° 8′ 28″ N, 9° 42′ 23″ O | Garten        |              | 34504704 |                |
| Kreutzkamp 52° 8′ 30″ N, 9° 42′ 26″ O | Klostermauer  |              | 34504726 |                |

### Gruppe: Scheunen, Boitzumer Weg 4
Die Gruppe „Scheunen, Boitzumer Weg 4“ hat die ID 34456859.

| Lage                                       | Bezeichnung | Beschreibung | ID       | Bild |
| ------------------------------------------ | ----------- | ------------ | -------- | ---- |
| Boitzumer Weg 4 52° 8′ 27″ N, 9° 42′ 14″ O | Scheune     |              | 34504613 |      |
| Boitzumer Weg 4 52° 8′ 26″ N, 9° 42′ 14″ O | Scheune     |              | 34504636 |      |

### Gruppe: Hofanlage, Brauereiweg 1
Die Gruppe „Hofanlage, Brauereiweg 1“ hat die ID 34456830.

| Lage                                     | Bezeichnung        | Beschreibung | ID       | Bild |
| ---------------------------------------- | ------------------ | ------------ | -------- | ---- |
| Brauereiweg 1 52° 8′ 24″ N, 9° 42′ 16″ O | Wohnhaus           |              | 34505031 |      |
| Brauereiweg 1 52° 8′ 23″ N, 9° 42′ 17″ O | Wirtschaftsgebäude |              | 34505098 |      |

### Einzeldenkmale
| Lage                                        | Bezeichnung              | Beschreibung                     | ID       | Bild |
| ------------------------------------------- | ------------------------ | -------------------------------- | -------- | ---- |
| Boitzumer Weg 52° 8′ 25″ N, 9° 42′ 12″ O    | Brücke                   |                                  | 34500777 |      |
| Brauereiweg 52° 8′ 23″ N, 9° 42′ 18″ O      | Brücke                   |                                  | 34500797 |      |
| Brauereiweg 8/10 52° 8′ 24″ N, 9° 42′ 19″ O | Wohn-/Wirtschaftsgebäude |                                  | 34500817 |      |
| Burgweg 5 52° 8′ 27″ N, 9° 42′ 18″ O        | Verwalterhaus            |                                  | 34500837 |      |
| Burgweg 5 52° 8′ 27″ N, 9° 42′ 16″ O        | Scheune                  | Die Scheune ist heute eine Ruine | 34500857 |      |
| Kreutzkamp 52° 8′ 31″ N, 9° 42′ 22″ O       | Kriegerdenkmal 1914/18   |                                  | 34500878 |      |

## Wülfingen

### Gruppe: Kirche, Leinestraße
Die Gruppe „Kirche, Leinestraße“ hat die ID 34456888.

| Lage                                  | Bezeichnung | Beschreibung | ID       | Bild |
| ------------------------------------- | ----------- | --- | -------- | ---- |
| Leinestraße 52° 9′ 7″ N, 9° 44′ 41″ O | Kirche      | Die evangelische Kirche wurde 1769 erbaut. Es ist ein Saalbau mit einem Westturm und einem dreiseitigen Chorschluss. Im Erdgeschoß des Turms befindet sich die Gruft der Familie Bock von Wülfingen. Im Inneren der Kirche befindet sich Kanzelaltar mit Stilelementen des Rokokos. Der Taufengel wurde um 1720 erstellt. Weiter befindet sich ein Epitaph für Jobst Bruno Bock von Wülfingen in der Kirche. Ein Gemälde zeigt die Kreuzigungsabnahme und stammt aus der Zeit um 1750. | 34504794 |      |
| Leinestraße 52° 9′ 8″ N, 9° 44′ 41″ O | Friedhof    | | 34504938 | BW   |

### Gruppe: Hofanlage Leinestraße 22
Die Gruppe „Hofanlage Leinestraße 22“ hat die ID 34456903.

| Lage                                     | Bezeichnung          | Beschreibung | ID       | Bild |
| ---------------------------------------- | -------------------- | ------------ | -------- | ---- |
| Leinestraße 22 52° 9′ 3″ N, 9° 44′ 40″ O | Wohnhaus             |              | 34505009 | BW   |
| Leinestraße 22 52° 9′ 4″ N, 9° 44′ 42″ O | Scheune              |              | 34505143 | BW   |
| Leinestraße 22 52° 9′ 2″ N, 9° 44′ 40″ O | Stall-/Scheunenanbau |              | 34505076 | BW   |

### Gruppe: Wasserwerk, Leinestraße 80
Die Gruppe „Wasserwerk, Leinestraße 80“ hat die ID 34456917.

| Lage                                      | Bezeichnung    | Beschreibung | ID       | Bild |
| ----------------------------------------- | -------------- | ------------ | -------- | ---- |
| Leinestraße 80 52° 8′ 55″ N, 9° 45′ 16″ O | Maschinenhalle |              | 40693832 | BW   |
| Leinestraße 80 52° 8′ 54″ N, 9° 45′ 13″ O | Wohnhaus       |              | 34505392 | BW   |
| Leinestraße 80 52° 8′ 54″ N, 9° 45′ 16″ O | Brunnenhaus    |              | 40694432 | BW   |

### Einzeldenkmale
| Lage                                           | Bezeichnung              | Beschreibung                                                        | ID       | Bild |
| ---------------------------------------------- | ------------------------ | ------------------------------------------------------------------- | -------- | ---- |
| Bundesstraße 3 52° 8′ 34″ N, 9° 43′ 54″ O      | Straßendurchlass         |                                                                     | 34501073 | BW   |
| Calenberger Straße 6 52° 9′ 9″ N, 9° 44′ 20″ O | Wohnhaus                 |                                                                     | 34500946 | BW   |
| Calenberger Straße 9 52° 9′ 5″ N, 9° 44′ 20″ O | Wohnhaus mit Gaststätte  |                                                                     | 34500966 | BW   |
| Im Kampe 23 52° 9′ 11″ N, 9° 44′ 41″ O         | Wohnhaus                 |                                                                     | 34500987 | BW   |
| Im Kampe 23 52° 9′ 10″ N, 9° 44′ 39″ O         | Einfriedung              |                                                                     | 34501279 | BW   |
| Klappe 8 52° 9′ 6″ N, 9° 44′ 36″ O             | Wohn-/Wirtschaftsgebäude |                                                                     | 34501008 | BW   |
| Leinestraße 37 52° 9′ 4″ N, 9° 44′ 51″ O       | Mausoleum                | Das Mausoleum für die Familie Bock von Wülfingen wurde 1895 erbaut. | 34501028 |      |
| Leinestraße 37 52° 9′ 4″ N, 9° 44′ 51″ O       | Einfriedung              |                                                                     | 34501321 | BW   |
| L 461, km 3,992 52° 8′ 54″ N, 9° 45′ 6″ O      | Grenzstein               |                                                                     | 34499438 |      |

## Ehemalige Baudenkmale
| Lage                                                          | Bezeichnung                     | Beschreibung             | ID       | Bild |
| ------------------------------------------------------------- | ------------------------------- | ------------------------ | -------- | ---- |
| Elze, Flutstraße 14a 52° 7′ 5″ N, 9° 44′ 22″ O                | Wohnhaus                        |                          |          |      |
| Elze, Gartenstraße 7 bis 26 52° 6′ 48″ N, 9° 44′ 3″ O         | Wohnhaus                        |                          |          |      |
| Elze, Hauptstraße 1 52° 7′ 19″ N, 9° 44′ 8″ O                 | Gasthaus                        |                          |          |      |
| Elze, Hauptstraße 13 52° 7′ 12″ N, 9° 44′ 9″ O                | Wohn-Geschäftshaus              |                          |          | BW   |
| Elze, Hauptstraße 14 52° 7′ 11″ N, 9° 44′ 9″ O                | Bäckerei                        | Gewölbekeller von 110 m² |          | BW   |
| Elze, Heinrich-Nagel-Straße 17 52° 7′ 12″ N, 9° 44′ 32″ O     | Wohnhaus                        |                          |          |      |
| Elze, Mühlenstraße 4 52° 7′ 16″ N, 9° 44′ 14″ O               | Wohnhaus                        | Umbauten 1987            |          |      |
| Elze, Mühlenstraße 7 52° 7′ 16″ N, 9° 44′ 16″ O               | Hofanlage                       |                          |          | BW   |
| Elze                                                          | Scheune                         | abgerissen               |          |      |
| Elze, Wallstraße 14 52° 7′ 19″ N, 9° 44′ 14″ O                | Wohnhaus                        |                          |          |      |
| Mehle, Wiedfeldstraße 8 52° 6′ 56″ N, 9° 41′ 35″ O            | Hofanlage                       |                          |          | BW   |
| Mehle, Wiedfeldstraße 17 52° 6′ 55″ N, 9° 41′ 26″ O           | Wohnhaus                        |                          |          | BW   |
| Mehle, Wiedfeldstraße 42 52° 6′ 56″ N, 9° 41′ 18″ O           | Wohnhaus                        |                          |          | BW   |
| Mehle, Wiedfeldstraße 44 52° 6′ 55″ N, 9° 41′ 18″ O           | Wohnhaus                        |                          |          | BW   |
| Sehle, Kreisstraße 33 bei km 1,113 52° 6′ 24″ N, 9° 41′ 44″ O | Hochwassermarke (Schafstraße 3) |                          |          | BW   |
| Sehle, Schafstraße 3 52° 5′ 49″ N, 9° 41′ 51″ O               | Hofanlage                       |                          |          | BW   |
| Sehle, Wellbornstraße 8 52° 5′ 55″ N, 9° 41′ 57″ O            | Doppelwohnhaus                  |                          |          | BW   |
| Sorsum, An der Beeke 52° 8′ 18″ N, 9° 43′ 23″ O               | Einfriedung                     |                          | 34501216 | BW   |
| Wülfingen, Calenberger Straße 1 52° 9′ 13″ N, 9° 44′ 24″ O    | Wohnhaus                        | Anbau 1911               |          | BW   |
| Wülfingen, Im Winkel 3/4 52° 9′ 1″ N, 9° 44′ 36″ O            | Stall                           |                          |          | BW   |
| Wülfingen, Im Winkel 3/4 52° 9′ 1″ N, 9° 44′ 36″ O            | Wirtschaftsgebäude Wohngebäude  |                          |          | BW   |